# Nicolas Bachelier
Nicolas Bachelier (1487-1556) fue un maestro constructor, ingeniero, arquitecto y escultor francés, que colaboró en numerosas obras arquitectónicas en Toulouse a comienzos del siglo XVI, así como de edificios particulares.

## Datos biográficos

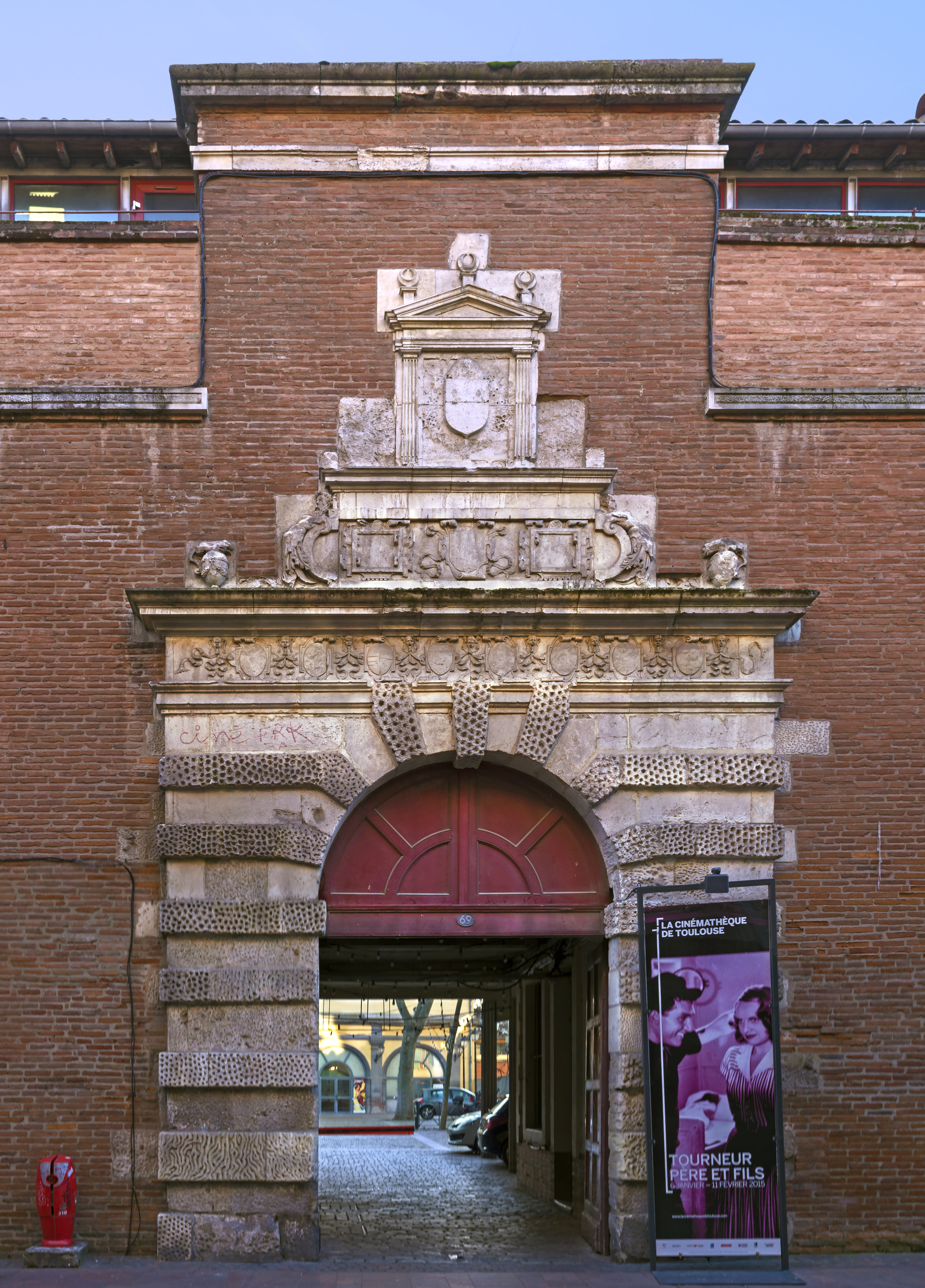
Uno de los proyectos hechos por el arquitecto.

Originario de Arras, no se conserva información acerca de su venida a Toulouse, que sucedió como muy tarde en 1532.
Su primera obra importante fue el Hotel de Bagis, que le fue encargado por el consejero del Parlamento Jean de Bagis. Nicolas Bachelier aportó dos innovaciones en los edificios de Toulouse, inspiradas por el Renacimiento italiano: la decoración de la puerta central, y la gran escalera a la italiana.
Tras este edificio, los parlamentarios tolosanos le llaman para construir o decorar sus hoteles particulares de la ciudad o sus castillos en la campiña.
El Hôtel d'Assézat, del que se inicia la construcción en 1555, es confiado a Jean Castanié llamado Nicot, mas los planos fueron de Nicolas Bachelier. La autoría del edificio queda en la controversia, por falta de documentación.
De todos modos, a su muerte en 1556, Nicolas Bachelier es celebrado como uno de los más grandes arquitectos de su tiempo en Toulouse. En testimonio de Antoine Noguier, autor de una Historia Tolosana en 1556 habla de él como un arquitecto soberano, un hombre de gran oficio; en cuanto a sus obras: sus obras son excelentes y hermosos edificios suntuosos de admirable industria y proporción, partiende de nuestro Occidente.

## Obras
Entre las mejores y más conocidas obras de Nicolas Bachelier se incluyen las siguientes:
- Saint-Geniès-Bellevue (Castillo del siglo XVI)
- Hotel de Bagis en 1537 (Excepto la fachada de piedra)
- Primer proyecto para la construcción del Canal del Mediodía en 1539
- Castillo de Castelnau-d'Estrétefonds (plano y esculturas ) en 1539[5]
- Castillo de Pibrac en 1540[6]
- Fue uno de los arquitectos, a partir de 1544, del Puente Nuevo de Toulouse[7]
- Portal del Capitolio de Toulouse (puerta del Petit Consistoire, en 1546)
- Hotel del Vieux-Raisin (contribución tardía)
- Hotel de Assézat de Toulouse comenzado en 1555 (con los planos atribuidos a Nicolas Bachelier[8]
- Retablo en piedra y tumba de la familia de Ornezan en la iglesia San Miguel de Ciadoux
- Órgano de la Catedral San Alain de Lavaur

De sus numerosas esculturas, solamente subsisten La infancia de Jesus y veintitrés frisos de bustos, conservados en el Museo de los Agustinos de Toulouse.

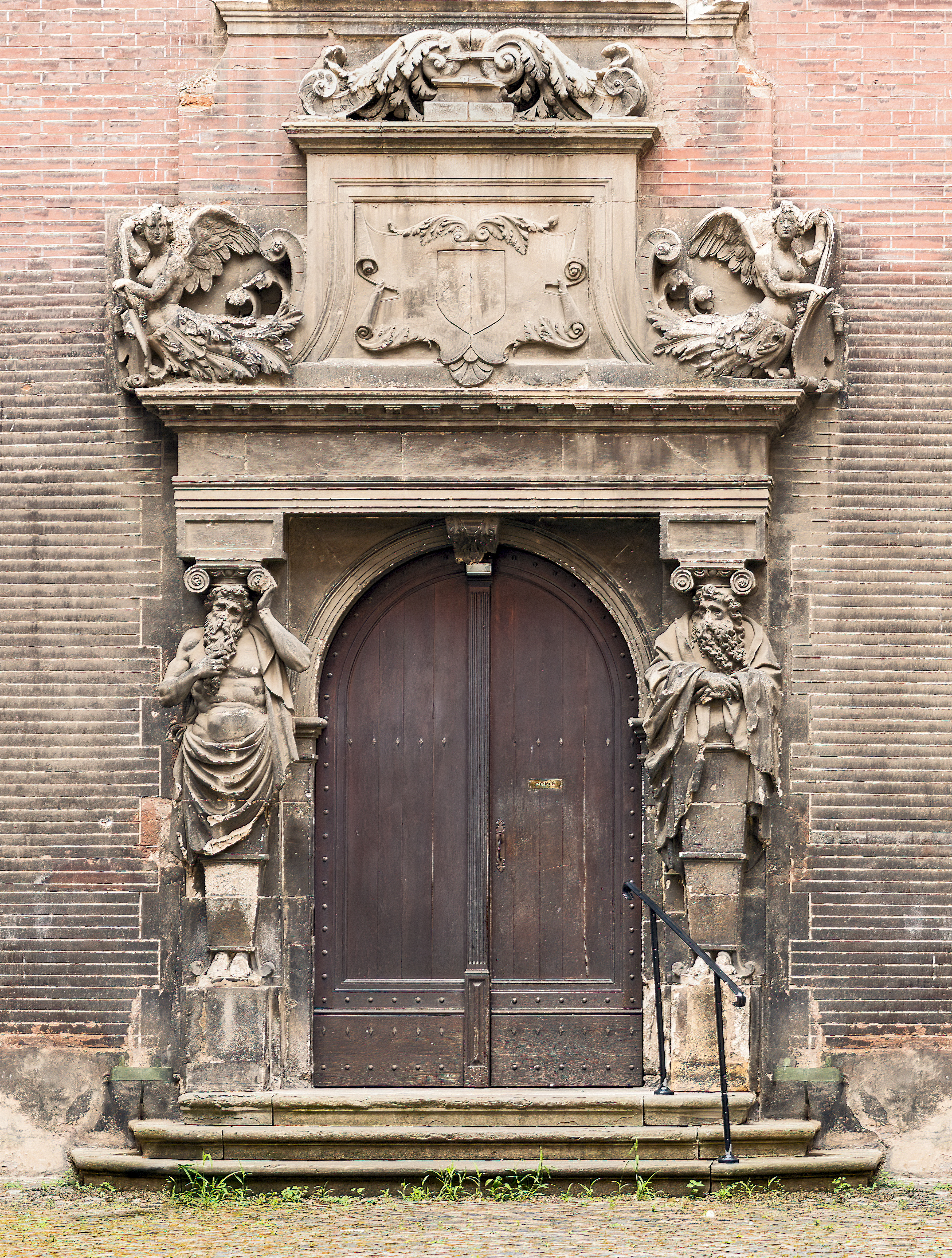
Hotel de Bagis en Tolosa
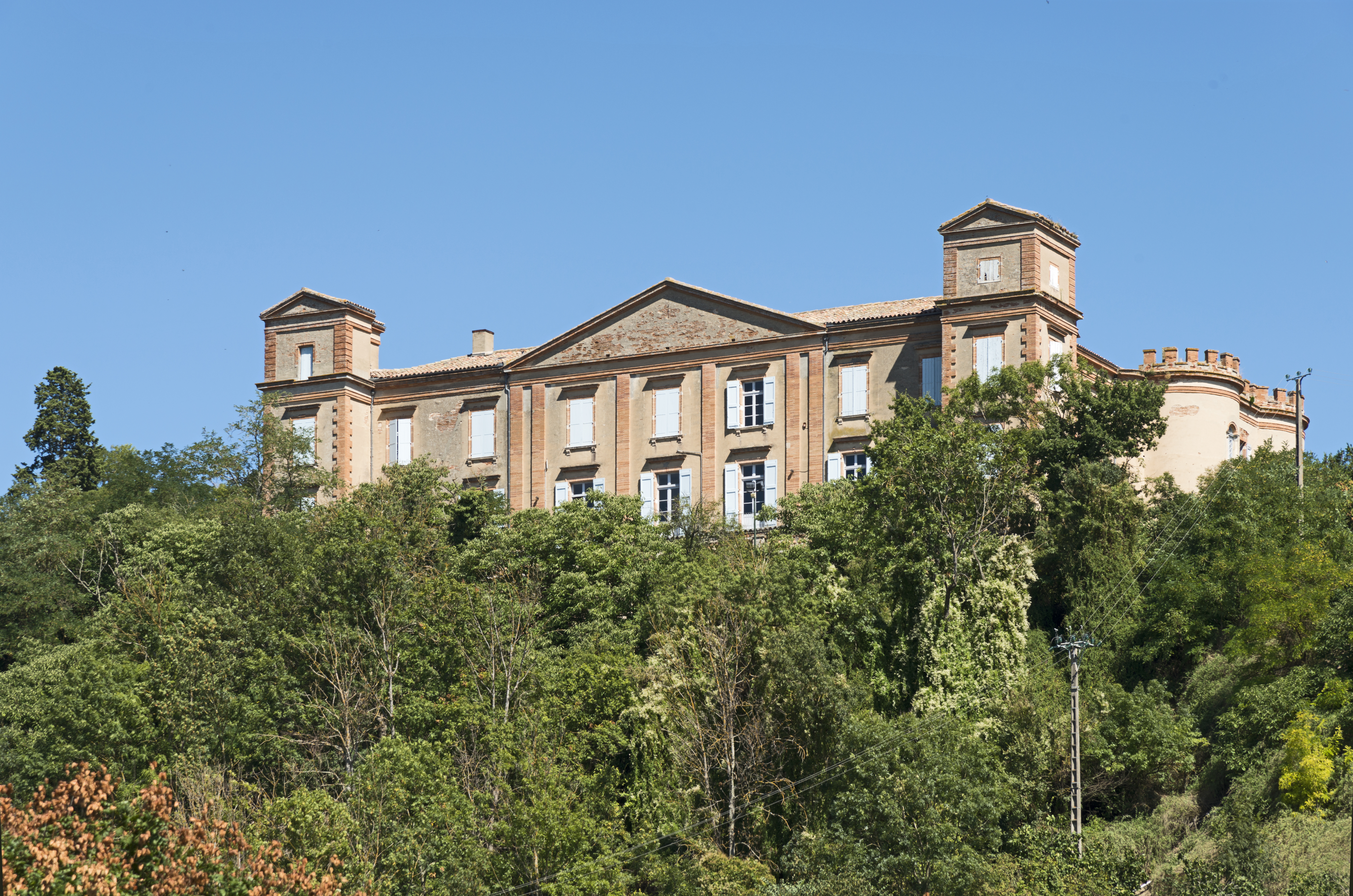
Castillo de Castelnau-d'Estrétefonds
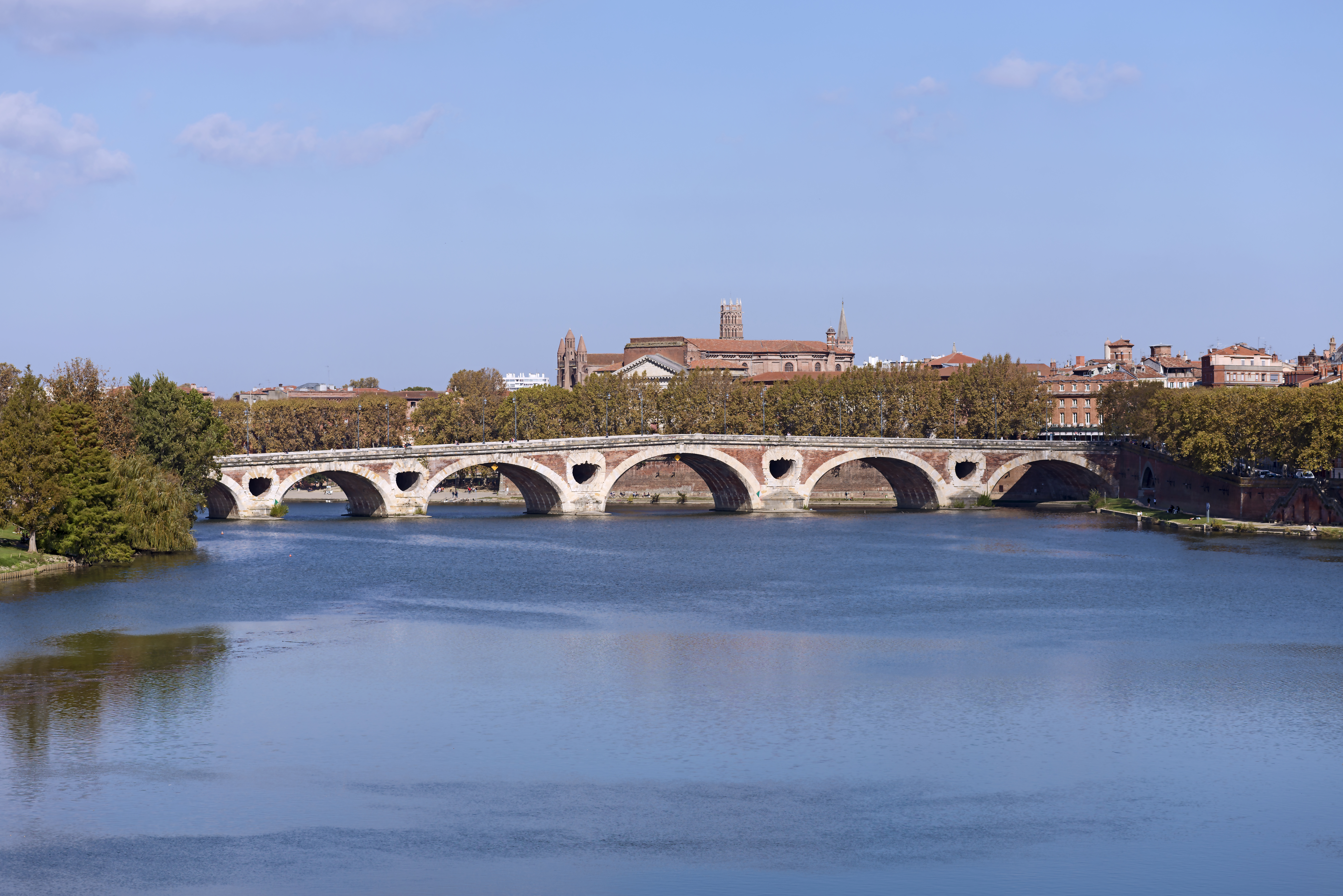
Puente Nuevo de Toulouse
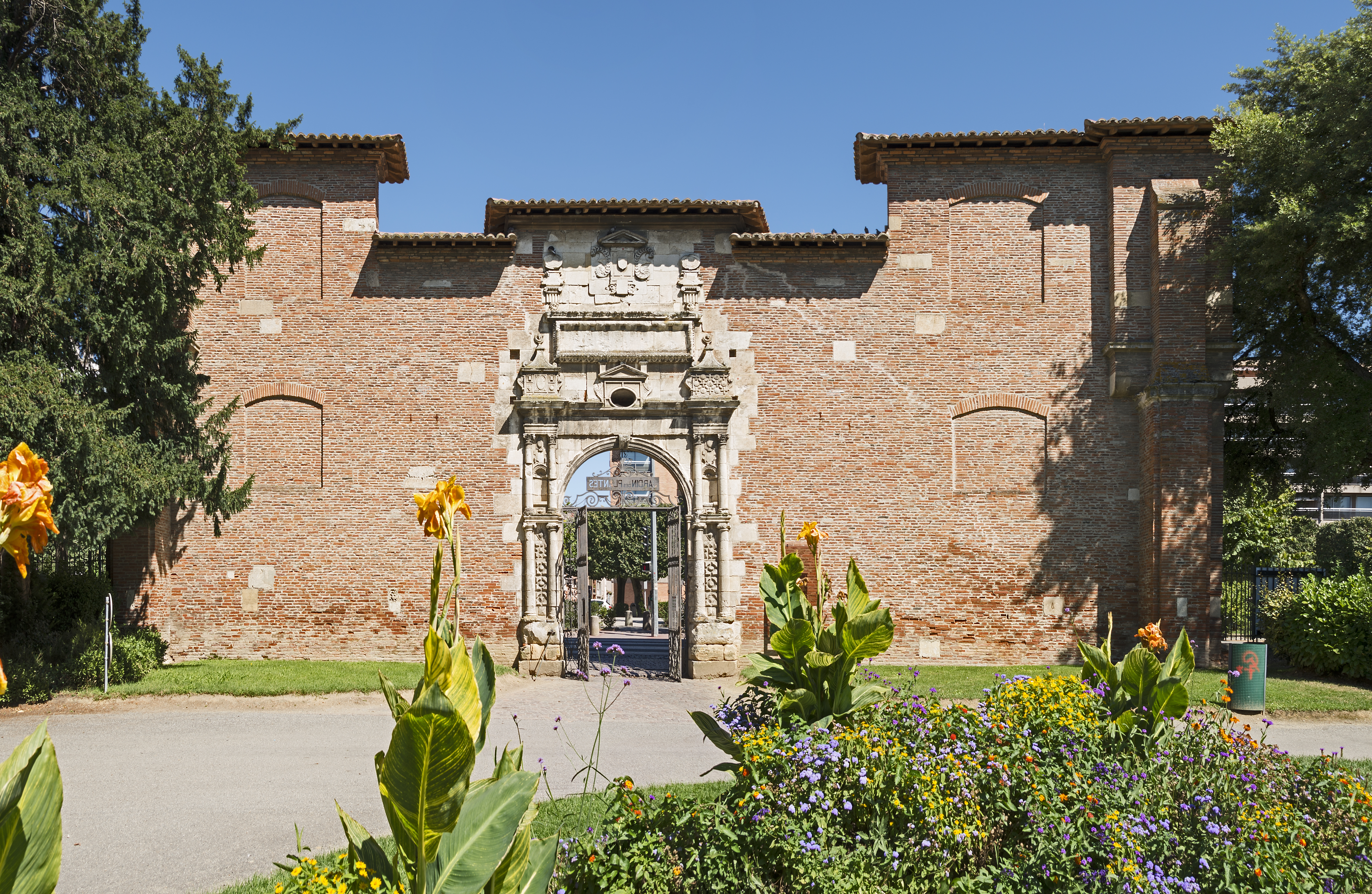
Portal del Capitolio de Toulouse
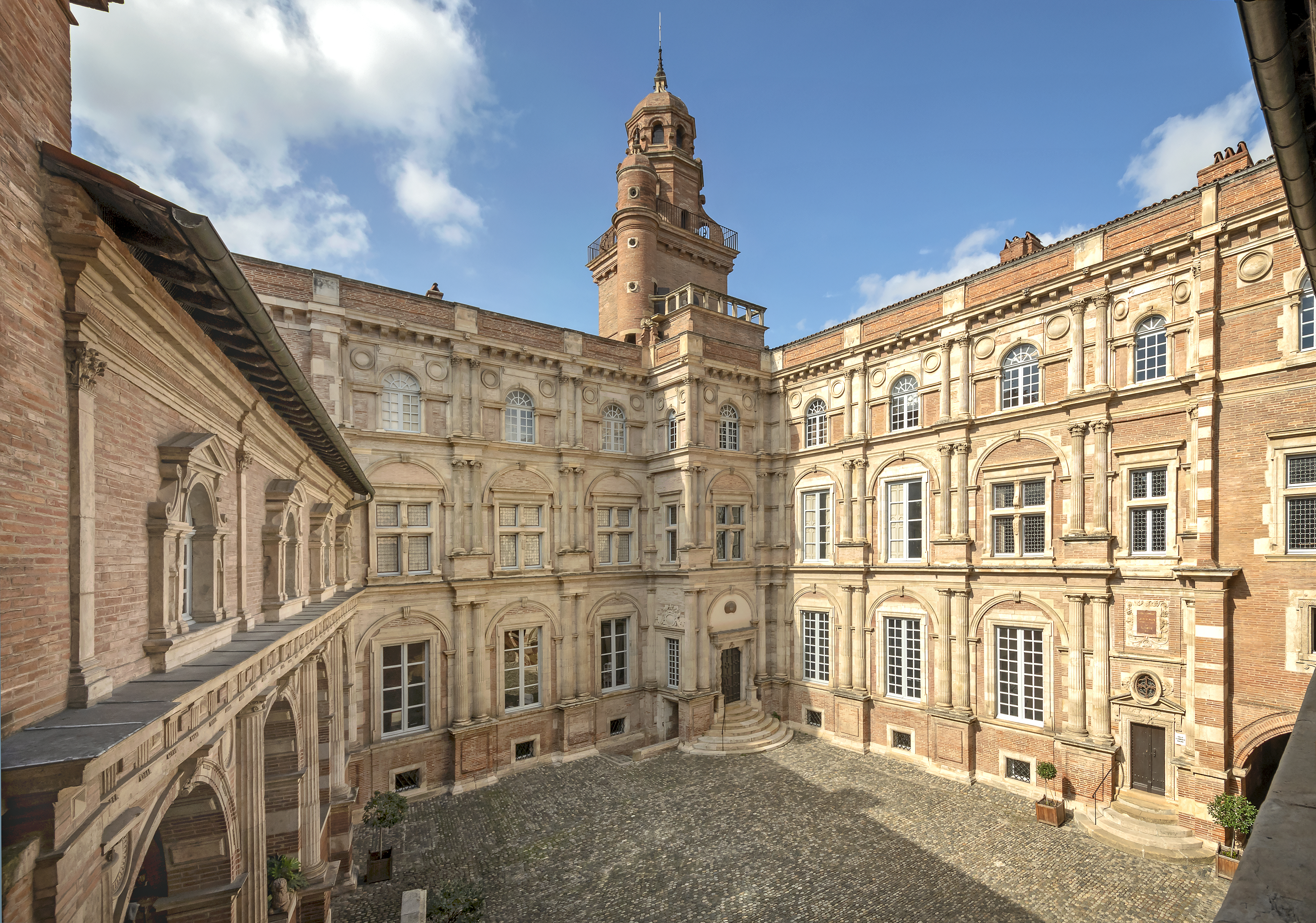
Hotel de Assézat de Toulouse
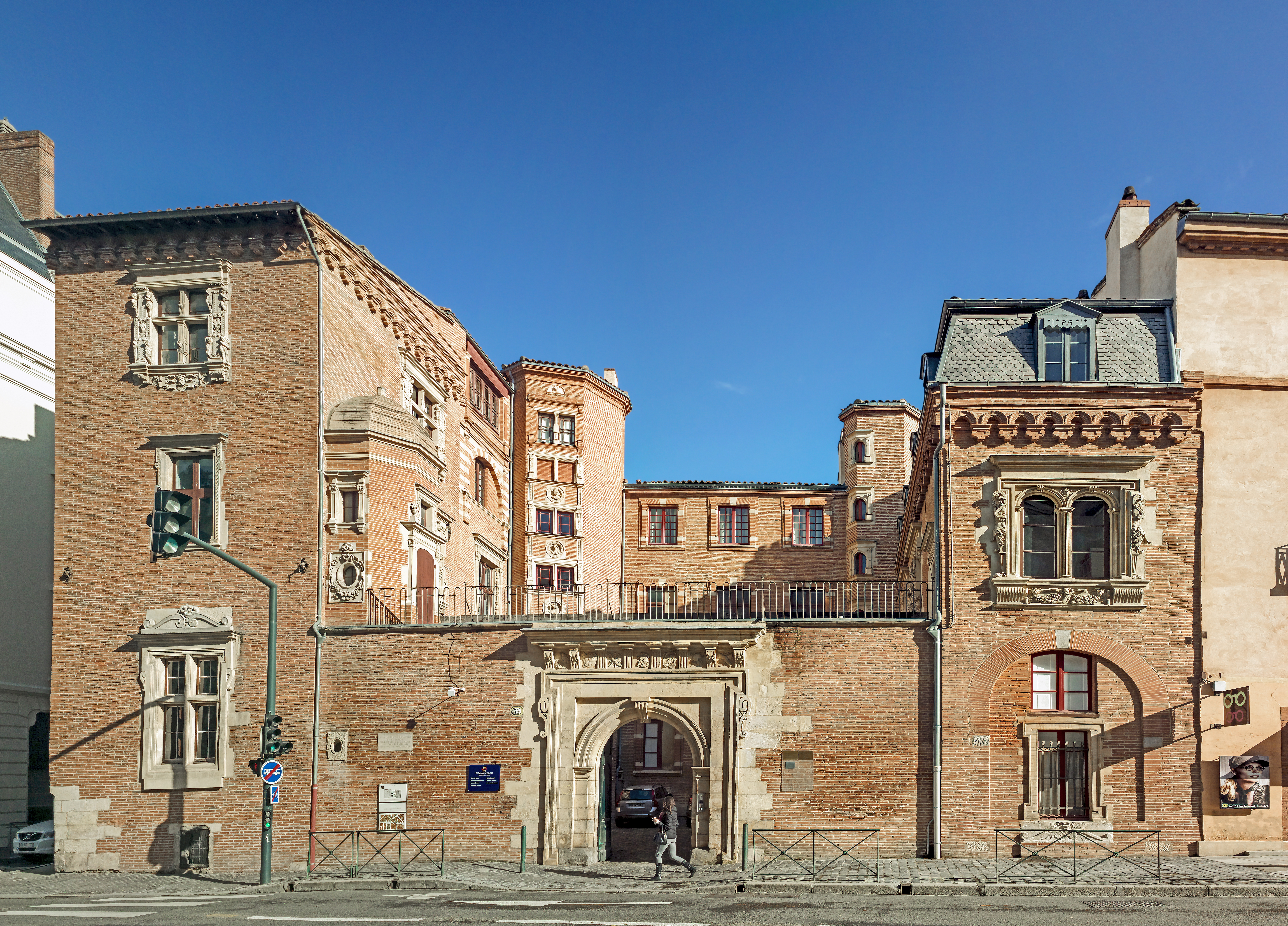
Hotel del Vieux-Raisin
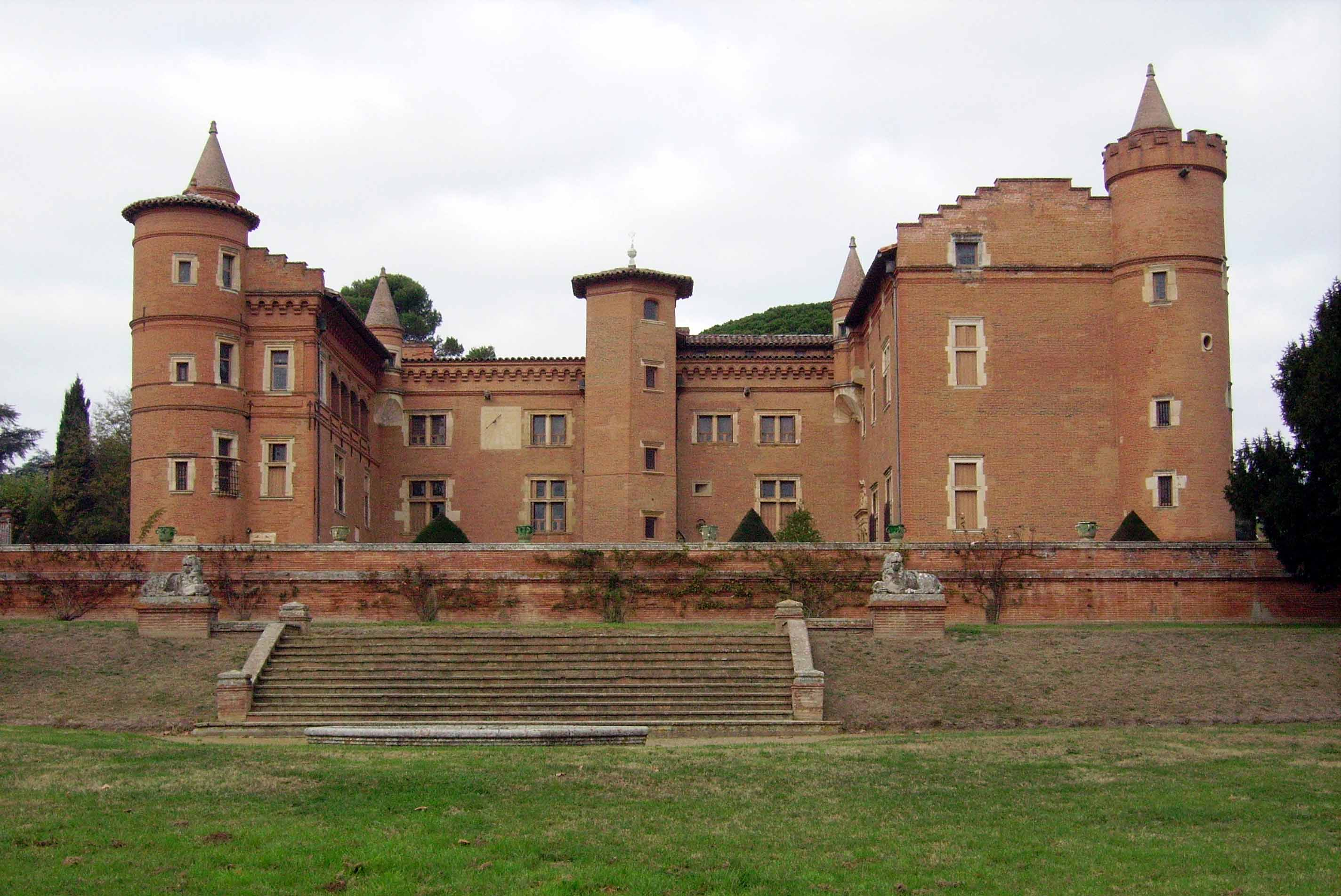
Castillo de Pibrac

### Elcanal del Mediodía
En 1539, Bachelier y su colega Arnaud Casanove, que se describieron como niveladores expertos, presentaron a Francisco I un proyecto para un canal desde Tolosa a Carcasona. Francisco I había examinado previamente la posibilidad de un canal con Leonardo da Vinci. También proponen que cualquier barcaza pudiera flotar por el río Garona a Burdeos o atravesar un canal paralelo al río. Francisco I aprobó sus planes que incluían un canal sin esclusas de profundidad variable. Los cálculos resultaron ser inexactos y no pudo ser ejecutado. En 1598, Enrique IV vuelve a examinar los planes, pero no se hizo nada hasta que Pierre Paul Riquet inició con éxito el Canal du Midi en 1662.

## Familia
Nicolas Bachelier tuvo al menos tres hijos Dominique Bachelier, escultor y arquitecto; Anthony Bachelier, escultor y Géraud Bachelier que participaron en los decorados preparados para la entrada de Carlos IX de Tolosa en 1564.